# سیارک ۸۷۶۲
سیارک ۸۷۶۲ (به انگلیسی: 8762 Hiaticula، نامگذاری:3196T-1) هشت هزار و هفتصد و شصت و دومین سیارک کشف شده‌است که در ۲۶ مارس ۱۹۷۱ کشف شد.
قدر مطلق سیارک برابر ۱۳٫۴۰ است.